# جون روبلينغ
جون أوغستوس روبلينغ (بالإنجليزية: John Augustus Roebling)‏ (بالألمانية: John August Roebling)‏ (ولد باسم يوان أوغوست روبلينغ بتاريخ 12 يونيو / حزيران عام 1806 وتوفي في 22 يوليو / تموز عام 1869) مهندس مدني أمريكي ألماني المولد. صميم وبنى الجسور المعلقة بالحبال الحديدية مثل جسر بروكلين الذي صنف كمعلم تاريخي وطني في الولايات المتحدة الأمريكية ومعلم تاريخي في الهندسة المدنية.

## دراسته
والد جون هو فريدريك دوروثيا روبلينغ ووالدته كريستوف بوليكاربس روبلينغ. أرادت والدة روبلينغ تدريسه الرياضيات والعلوم في إرفورت لدى إفرايم سالومون أنجر إدراكا منها لذكائه في سن مبكرة. ذهب إلى إرفورت عندما كان في الخامسة عشرة من عمره. اجتاز امتحان المساح في عام 1824 وعاد إلى المنزل لمدة عام.
التحق في عام 1824 بفصلين دراسيين في أكاديمية معمارية في برلين حيث درس الهندسة المعمارية والهندسة التطبيقية لدى مارتين فريدريش رابي (1765–1856)، ودرس بناء الجسور وإنشاء الأساسات لدى يوان فريدريش ديتلاين (1782–1837)، والهندسة الهيدروليكية لدي يوان ألبرت إيتيلوين (1764-1848)، ودرس اللغات أيضًا. كما حضر محاضرات الفيلسوف جورج فيلهلم فريدريش هيغل. تطور اهتمام روبلنج بالفلسفة الطبيعية، وكتب بعد عدة سنوات أطروحة مؤلفة من 1000 صفحة حول مفاهيمه الخاصة بالكون.
حصل روبلينغ في عام 1825 على وظيفة حكومية في أرنسبرج في ويستفاليا، حيث عمل في بناء الطرق العسكرية لمدة أربع سنوات. رسم خلال هذه الفترة تصميمات للجسور المعلقة. عاد في عام 1829 إلى منزله لوضع أطروحته النهائية والتحضير لامتحان المهندس الثاني. لكنه لم يدخل الامتحان لأسباب غير معروفة.

## حياته المهنية
غادر روبلينغ في 22 مايو / أيار عام 1831 بروسيا مع شقيقه كارل ويوان أدولفوس إيتزلر (اللذين آمنا بتقنيات المدينة الفاضلة) ومجموعة من المهاجرين. واجه المهندسون صعوبة في النهوض وتحقيق الحراك الاقتصادي في المجتمع البروسي. أوقفت حروب نابليون التي استمرت حتى عام 1815 الاستثمار في البنية التحتية. عانت بروسيا خلال هذه الفترة من اضطرابات سياسية، إذ أخذت الحكومات الاستبدادية مكان الحكومات الديمقراطية. كان لدى إيتزلر أفكار حول إنشاء مدينة فاضلة في الولايات المتحدة الأمريكية، ولكن نشبت خلافات بينهم في الطريق وانفصلت المجموعة. اشترى جون وكارل 1582 فدانًا (6.4 كيلومتر مربع) من الأرض في 28 أكتوبر / تشرين الأول عام1831 في مقاطعة بتلر في ولاية بنسلفانيا بهدف إقامة مستوطنة ألمانية سميت سكسونبرج. بقي معظم المستوطنين الآخرين مع إيتزلر. أُدرج منزل جون روبلينغ في سكسونبرج ضمن السجل الوطني للأماكن التاريخية في عام 1976.
عندما وصل روبلنغس إلى الولايات المتحدة الأمريكية كانت في مراحلها الأخيرة من الازدهار الاقتصادي الذي انتهى بحالة من الذعر عام 1837. تأثر المزارعون بذلك كثيرًا. آمن الكثير من الأميركيون بقدر الأمة المتجلي في توسيع حدودها وتحقيق العظمة بحلول الأربعينيات من القرن التاسع عشر. أصبح النقل بين المراكز الصناعية الشرقية وأسواق الزراعة الحدودية موضوع ذو أهمية وطنية وشعبية. كانت العديد من مشاريع السكك الحديدية والنقل قيد التنفيذ بالقرب من الموقع الذي اختاره روبلينغ لبناء بيوته، ولكنه بدأ بممارسة الزراعة بدلاً من الاستمرار في مهنة الهندسة. تزوج بعد خمس سنوات من يوانا هيرتينج.
وجد العمل الزراعي غير مرضٍ ولم تجذب بيوته إلا عددًا قليلاً جدًا من المستوطنين. عاد روبلينغ إلى ممارسة مهنة الهندسة في عام 1837 بعد وفاة شقيقه كارل وولادة طفله الأول. عمل أولاً في مشاريع لتحسين الملاحة النهرية وبناء القنوات. أجرى مسوحات خطوط السكك الحديدية لمدة ثلاث سنوات عبر جبال أليغني من هاريسبرج إلى بيتسبرغ في ولاية بنسلفانيا.
كتب رسالة لمصمم الجسر المعلق تشارلز إيليت عام 1840 وعرض المساعدة في تصميم جسر بالقرب من فيلادلفيا:
«إنّ دراسة الجسور المعلقة التي تعلمتها خلال السنوات القليلة الماضية من إقامتي في أوروبا هي مهنتي المفضلة ... دعونا نبني جسر فريد من نوعه في فيلادلفيا من خلال عرض جميع الأشكال الجميلة لتحقيق أقصى روعة ممكنة، لا نحتاج إلى أي قوى خارقة للتنبؤ بالتأثير الذي ستحدثه الافكار الجديدة والمفيدة في العقول الأمريكية الذكية.»
بدأ روبلينغ بإنتاج حبال معدنية في سكسونبرغ في عام 1841. نُقلت قوارب القناة في ذلك الوقت من فيلادلفيا عبر جبال أليغني على عربات السكك الحديدية وصولا إلى المجاري المائية على الجانب الآخر من الجبال بحيث تمكنت من الذهاب إلى بيتسبرغ. كان نظام المنحدرات التي حركت القوارب وعربات السكك الحديدية التقليدية مملوكا للدولة. سحبت عربات السكك الحديدية لأعلى ولأسفل على المنحدر بواسطة حبل من القنب السميك الذي وصل سمكه إلى 7 سم. كانت حبال القنب باهظة الثمن وتوجب استبدالها بشكل متكرر. تذكر روبلينغ مقالة قرأها عن الحبال السلكية وبدأ بعد فترة قصيرة في ابتكار حبل من 7 خيوط صنعه مسبقا في مزرعته.
فاز روبلينغ في عام 1844 بمناقصة لاستبدال الجسر الخشبي عبر نهر أليغني بجسر أليغني المعلق. احتوى تصميمه على سبعة فتحات بطول 163 قدمًا (50 مترًا)، تتكون كل منها من صندوق خشبي لنقل المياه معلق بواسطة حبل مستمر مصنوع من عدة أسلاك متوازية ملفوفة معًا بإحكام موصلة بكلى جانبي الجسر. نفذ هذا الابتكار مرة أخرى في عام 1845 عند بناء جسر معلق فوق نهر مونونجاهيلا في بيتسبرغ.
بنى روبلينغ في عام 1848 أربع جسور معلقة فوق قناة ديلاوار وهودسون المائية. انتقل خلال تلك الفترة إلى ترنتون في نيو جيرسي. بنى في ترنتون مجمع صناعي كبير لإنتاج الأسلاك.
بدأ مشروع روبلينغ التالي في عام 1851، وهو عبارة عن جسر للسكك الحديدية يربط بين خط السكة الحديد المركزي في نيويورك والسكة الحديدية الغربية في كندا فوق نهر نياجارا. استغرق بناء الجسر أربع سنوات. وامتد لمسافة تصل إلى 825 قدمًا (251 مترًا) معلقًا بأربعة كابلات سلكية قياس 10 بوصات (25 سم)، وامتلك مستويين أحدهما للسيارات والآخر للسكك الحديدية.
قام روبلينغ أثناء بناء جسر نياجارا ببناء جسر معلق للسكك الحديدية عبر نهر كنتاكي، والذي تطلب بناء جسر بطول 1224 قدمًا (373 مترًا). انتهى بناء الدعامات وأبراج الحجر وتوريد الحبال بالإضافة إلى مواد البناء عندما تعسرت شركة السكك الحديدية ماليًا وتوقف بناء الجسر. انتهى بناء الجسر في وقت لاحق كأول جسر كابولي في الولايات المتحدة الأمريكية، واحتوى جسر جملوني لحمل مسار السكك الحديدية.
أنهى روبلينغ في عام 1859 بناء جسر معلق آخر في بيتسبرغ. بلغ إجمالي طوله 1030 قدمًا (314 مترًا)، وتألف من قسمين رئيسيين بلغ طول كل منهما 344 قدمًا (105 مترًا)، وقسمين جانبيان بلغ طول كل منهما 171 قدمًا (52 مترًا).
أدت الحرب الأهلية الأمريكية إلى توقف عمل روبلينغ بشكل مؤقت. استأنف في عام 1863 بناء جسر فوق نهر أوهايو في سينسيناتي، والذي كان قد بدأه في عام 1856 وتوقف بسبب نقص التمويل، أنهى روبلينغ بناء هذا الجسر في عام 1867. وكان جسر سينسيناتي كوفينغتون (الذي سمي بعد ذلك جسر روبلينغ المعلق نسبةً له) أطول جسر معلق في العالم حين الانتهاء منه.

## روابط خارجية
- جون روبلينغ على موقع الموسوعة البريطانية (الإنجليزية)
- جون روبلينغ على موقع إن إن دي بي (الإنجليزية)